# Christoph Schultze
Christoph Schultze (Sorau, Polònia, 1606 - Delitzsch, Saxònia, 28 d'agost de 1683) fou compositor alemany. Estudià amb Schein a Leipzig i fou cantor a Halle. Publicà: Collegium musicum delicii charitativum, a 5 veus amb baix continu (1647); Denarius musicus, lliçons de cant (1649); una Passió segons Sant Lluc (1653) i diverses melodies per al Fauchzendes Libanon de Bartolomei Praetorius (1659).